# Flaga Kraju Zabajkalskiego
Flaga Kraju Zabajkalskiego zatwierdzona 11 lutego 2009 jest wierną kopią flagi byłego obwodu czytyjskiego, która była przyjęta Dumą obwodu czytyjskiego 21.12.1995 r.
Flaga Kraju Zabajkalskiego to prostokątny materiał w proporcjach (szerokość do długości) – 2:3, składający się z dwóch równych horyzontalnych pasów zielonego (na górze) i czerwonego (na dole), na które nałożony jest równoramienny żółty trójkąt o podstawie wzdłuż całej szerokości flagi od strony drzewca i wysokości równej połowie długości flagi.
Barwy i struktura flagi nawiązują do ostrokołu z herbu Kraju Zabajkalskiego. Poza znaczeniem heraldycznym kolory symbolizują przyrodnicze osobliwości regionu: żółty (bogactwo, sprawiedliwość) – step, zielony (nadzieja, radość) – tajgę, a czerwony (męstwo, odwaga) – surowce naturalne.